# Liste des abbés de l'abbaye Saint-Victor de Paris

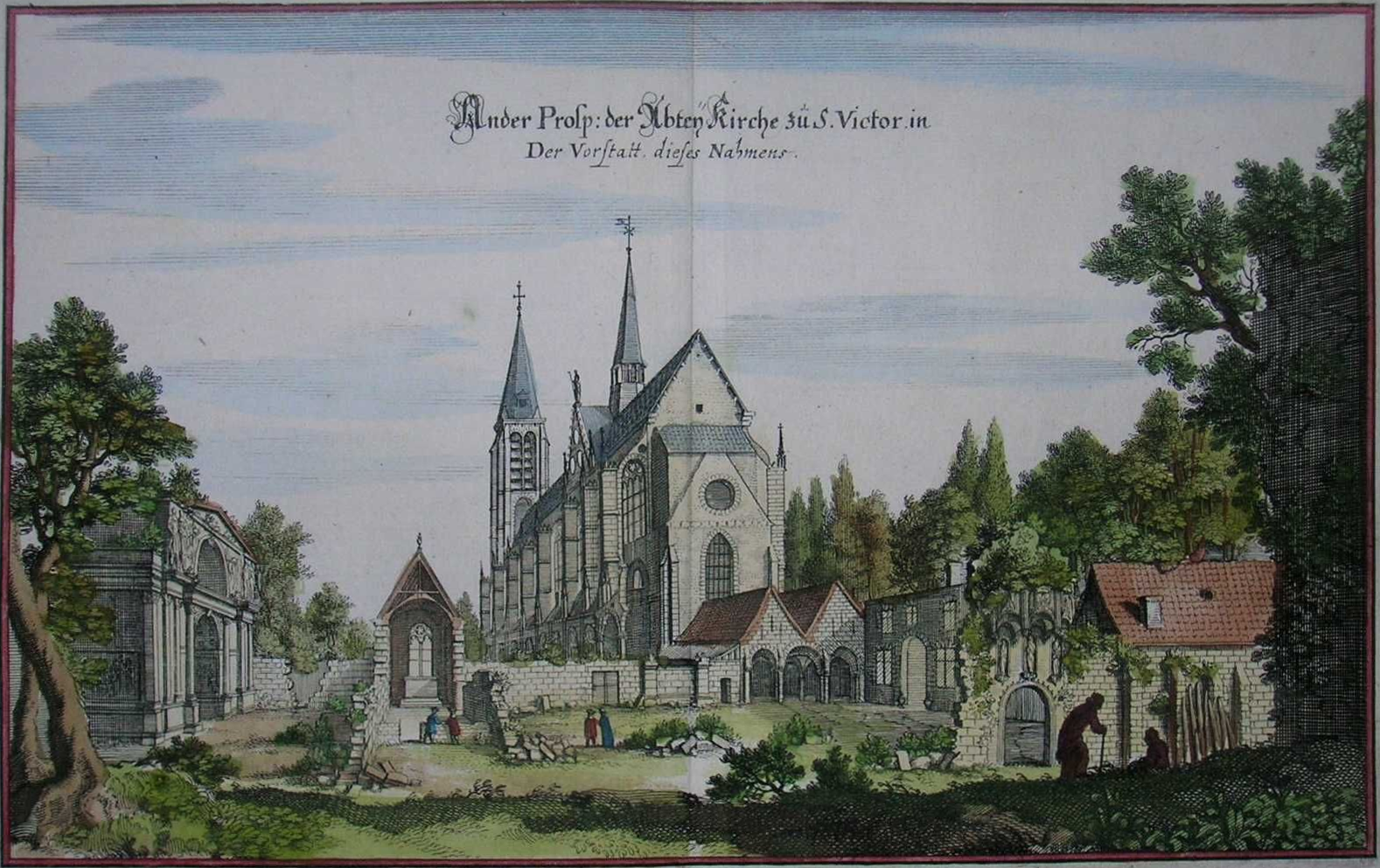
L'église abbatiale, gravure de Matthäus Merian, première moitié du XVII.

Voici la liste des abbés de l'abbaye Saint-Victor de Paris. 
L’abbaye a été fondée vers 1108 par Guillaume de Champeaux, élu évêque de Châlons en 1113, qui laisse son ermitage à Guilduin, premier abbé, qui y développe la règle de saint Augustin.

## XIIesiècle
- 1108-1113 : Guillaume I de Champeaux, prieur fondateur
- 1113-1155 : Gilduin de Saint-Victor, premier abbé en 1114 (bulle de Pascal II)
- 1155-1162 : Achard de Saint-Victor
- 1162-1163 : Gonthier
- 1163-1172 : Hervé ou Ervise ou Ernest (†1177), anglais de naissance, abdiqua en avril 1172, et fut relégué pour un temps dans le prieuré de Saint-Paul d'Aulnay près de Chevreuse, dépendance de Saint-Victor.
- 1172-1195 : Guérin
- 1195-1197 : Robert I
- 1197-1198 : Bernard I
- 1198-1203 : Absalon de Saint-Victor

## XIIIesiècle
- 1203-1229 : Jean de Saint-Victor, dit Jean le Teutonique (Johannes Teutonicus)
- 1229-1234 : Pierre I
- 1234-1241 : Raoul
- 1241-1254 : Ascelin
- 1254-1264 : Robert II
- 1264-1274 : Thibaud
- 1274-1289 : Pierre II
- 1289-1294 : André I de Galles
- 1294-1300 : Eudes

## XIVesiècle
- 1300-1302 : Guy
- 1302-1311 : Guillaume II de Resbez
- 1311-1329 : Jean II
- 1329-1345 : Aubert de Mailly
- 1345-1349 : Guillaume III de Saint-Lô [1]
- 1349-1360 : Jean III de Bruyères
- 1360-1367 : Bernard II de Mezo
- 1367-1383 : Pierre IV de Saulz
- 1383-12/06/1400 : Pierre V Le Duc

## XVesiècle
- 12/06/1400-28/10/1400 : Jean IV Le Boiteux
- 28/10/1400-1432 : Geoffroy Pellegay
- 1432-1448 : André II Barré[2]
- 1448-1458 : Jean V de La Masse
- 1458-1474 : Jean VI de Nicolaÿ
- 1474-1488 : Germain Le Moine, bénit par l'évêque de Troyes Louis Raguier.
- 1488-1514 : Nicaise Delorme

## XVIesiècle
- 1514-1543 : Jean VII Bordier
- 1543-1550 : Antoine I Caracciolo de Melphe
- 1550-1554 : Pierre VI Lizet
- 1554-1578 : Louis de Lorraine-Guise (1527-1578), cardinal de Guise
- 1578-1607 : Charles de Lorraine (1567-1607), primat de Lorraine

## XVIIesiècle
- 1607-1664 :  François I de Harlay de Champvallon (1625-1695)
- 1664-1706 :  Pierre VII du Camboust de Coislin (1637-1706), abbé commendataire, cardinal

## XVIIIesiècle
- 1706-1728 : Philippe-Antoine Gualterio (1660-1728), cardinal, abbé commendataire
- 1728-1764 : François II, duc de Fitz-James (1738-1764), cardinal, abbé commendataire
- 1764-1788 : Antoine II de Malvin de Montazet, archevêque de Lyon, abbé commendataire
- 1788-1790 : François III Valentin Mulot